# 鐮吻狼牙脂鯉
鐮吻狼牙脂鯉（学名：Acestrorhynchus falcirostris）為輻鰭魚綱脂鯉目脂鯉亞目狼牙脂鯉科的其中一個種，分布於南美洲蓋亞那亞馬遜河、奧里諾科河流域，體長可達40公分，棲息在河川底中層水域，以其他魚類為食，生活習性不明，可做為食用魚及觀賞魚。